# Steatoda venator
Steatoda venator är en spindelart som först beskrevs av Jean Victor Audouin 1826.  Steatoda venator ingår i släktet vaxspindlar, och familjen klotspindlar.
Artens utbredningsområde är Egypten. Inga underarter finns listade i Catalogue of Life.